# گوجه‌فرنگی قرمز
گوجه‌فرنگی قرمز (انگلیسی: Tomato Red) یک فیلم ایرلندی-کانادایی در ژانر جنایی است که در سال ۲۰۱۷ منتشر شد. از بازیگران آن می‌توان جولیا گارنر را نام برد.